# Hàm cầu Hicks
Hàm cầu Hicks (còn gọi là hàm cầu bù đắp, hàm cầu thỏa dụng cố định) là hàm số cho biết với mỗi mức giá cả hàng hóa và một mức thỏa dụng xác định trước thì người tiêu dùng tối thiểu hóa chi tiêu sẽ có lượng cầu về tổ hợp hàng hóa bằng bao nhiêu.
Biểu diễn dạng công thức toán, hàm cầu Hicks sẽ là:
X = h(P,Ū)
trong đó X là lượng cầu, P là mức giá cả, Ū là mức thỏa dụng cố định.
Điểm khác biệt giữa hàm cầu Hicks và hàm cầu Marshall chính là hàm cầu Hicks lấy mức thỏa dụng là cố định trong khi hàm cầu Marshall lấy thu nhập là cố định. Hàm cầu Hicks có thể lập ra qua việc giải bài toán tối thiểu hóa chi tiêu. Còn hàm cầu Marshall có thể lập ra qua việc giải bài toán tối đa hóa thỏa dụng.
Sự thay đổi của lượng cầu Hicks theo sự thay đổi của mức giá thể hiện qua đường cầu Hicks, ∂X/∂P = ∂h(P,Ū)/∂P.